# Prostomidae

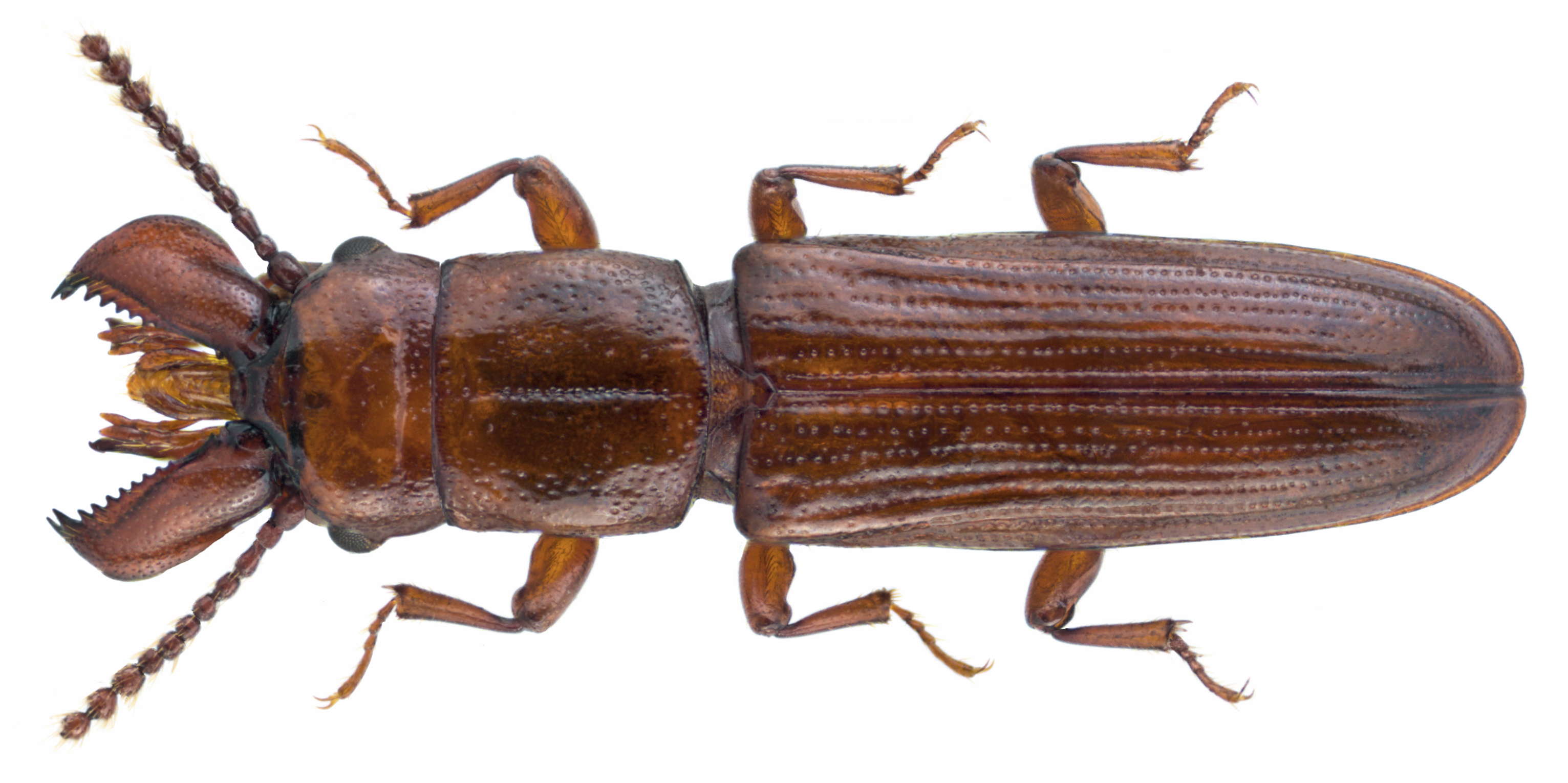
Prostomis mandibularis

Prostomidae – rodzina chrząszczy z podrzędu wielożernych.

## Ewolucja
W zapisie kopalnym znane są od późnej kredy.

## Zasięg występowania
Przedstawiciele tej rodziny występują w Starym Świecie, Australii i Oceanii, oraz w Ameryce Północnej.
W Polsce stwierdzono 1 gatunek.

## Biologia i ekologia
Żyją pod korą drzew. Żywią się drewnem.

## Systematyka
Do Prostomidae zaliczane są 2 żyjące rodzaje:
- Dryocora
- Prostomis

Oraz 1 rodzaj wymarły:
- †Vetuprostomis